# Шаля
Ша́ля (рос. Шаля) — селище міського типу, центр Шалинського міського округу Свердловської області.
Населення — 6433 особи (2010, 6801 2002).
1 жовтня 2017 року до складу селища був приєднаний присілок Нікітинка (населення 38 осіб 2010 року, 25 осіб 2002 року).